# Adolf Heilborn
Adolf Heilborn (ur. 11 stycznia 1873 w Berlinie, zm. 2 kwietnia 1941 tamże) – niemiecki lekarz, pisarz i tłumacz.

## Życiorys
Uczęszczał do Luisenstädtisches Gymnasium w Berlinie, następnie studiował w latach 1893-1897 na Uniwersytecie w Berlinie medycynę i nauki przyrodnicze. W 1898 otrzymał tytuł doktora medycyny. Praktykował jako lekarz okrętowy, po czym osiadł w Berlinie, gdzie prowadził praktykę lekarską i zajmował się twórczością pisarską i translatorską. Redagował i wydawał czasopismo „Die Gegenwart”.